# تردز
تردز (به انگلیسی: Threads) (با تلفظ درست: ثردز) رسانه اجتماعی و خدمات شبکه‌های اجتماعی آمریکایی برخطی است که شرکت فناوری آمریکایی متا پلتفرمز مالکیت آن را برعهده دارد. تردز به وضوح به عنوان رقیب توییتر شناخته می‌شود، کاربران آن می‌توانند متن، عکس و ویدئو ارسال کنند و آنها را به اشتراک بگذارند؛ به پست‌های دیگران پاسخ دهند، لایک کنند و آنها را بازنشر کنند. تردز ارتباط نزدیکی با پلتفرم متا اینستاگرام دارد و علاوه بر این، کاربران را ملزم می کند که هر دو یک حساب اینستاگرام داشته باشند و از تردز تحت یک حساب اینستاگرام استفاده کنند، کارکرد تردز مانند توییتر است و به‌عنوان «قاتل توییتر» توصیف شده‌است. این نرم‌افزار در سیستم‌عامل‌های اندروید و آی‌اواس با عملکرد کامل در دسترس است؛ درحالی‌که نسخه وب این نرم‌افزار عملکرد محدودی را ارائه می‌دهد. کاربران این شبکه اجتماعی در عرض پنج روز اول به بیش از ۱۰۰ میلیون نفر رسید و رکورد قبلی چت‌جی‌پی‌تی را پشت سر گذاشت.
پس از خرید توییتر توسط ایلان ماسک در اکتبر ۲۰۲۲، کاربران متا در ابتدا در جریان گسترش انتشار یادداشت‌های اینستاگرام، دربارهٔ یک ویژگی مبتنی بر متن در اینستاگرام بحث کردند. این ویژگی که به‌عنوان یادداشت‌های اینستاگرام شناخته می‌شود، در دسامبر ۲۰۲۲ عرضه شد. این شرکت متعاقبا شروع به توسعه یک نرم‌افزار جداگانه با تمرکز بر پست‌های متنی کردند. توسعه روی تردز از ژانویه ۲۰۲۳ آغاز شد که در آن زمان به‌عنوان «پروژه ۹۲» شناخته می‌شد‌. این پلتفرم به‌طور رسمی در ۵ ژوئیه ۲۰۲۳ راه‌اندازی شد.
تردز به‌طور رسمی در ۱۰۰ کشور جهان راه‌اندازی شد، اما راه‌اندازی آن در اتحادیه اروپا به دلیل انتظار برای شفافیت قانونی از طرف کمیسیون اروپا در مورد سیاست‌های جمع‌آوری داده‌های سرویس به تعویق افتاد. تردز در روز اول راه‌اندازی، در ایران فیلتر شد.

## ظاهر و ویژگی‌ها
هدف تردز که به عنوان پلتفرمی برای مکالمات و اشتراک‌گذاری بی‌درنگ طراحی گردیده شده، با تأکید بر پست‌ها و مکالمه‌های عمومی، مبتنی بر متن (تحت عنوان میکروبلاگینگ نیز مشهور می‌باشد)، تجربه‌ای مشابه با توییتر را به کاربران عرضه می‌کند و بعد از آن به‌طور نزدیک در سرویس شبکه‌های اجتماعی خواهر اینستاگرام و مبتنی بر آن مرتبط است. بعد از آن پست‌ها می‌توانند حداکثر ۵۰۰ کاراکتر متن و به همراه آن ۵ دقیقه ویدیو داشته باشند.

## کاربران
از زمان راه‌اندازی، تردز به‌سرعت رشد کرده و کاربران آن بعد از ۵ روز به بیش از ۱۰۰ میلیون نفر رسیده‌ است. با این حال تعداد کاربران فعال روزانه از ۵ روز اول، ٪۲۰ کاهش یافته‌است، همچنین تعامل کاربران در این شبکه ٪۵۰ کاهش یافته‌است.
| کاربران (میلیون)         | ۲      | ۵      | ۱۰     | ۲۰      | ۳۰      | ۷۰     | ۹۰    | ۱۰۰           |
| زمان از ابتدای راه‌اندازی | ۲ ساعت | ۴ ساعت | ۷ ساعت | ۱۲ ساعت | ۱۶ ساعت | ۲ روز  | ۴ روز | ۵ روز         |
| منابع                    | [ ۱۷ ] | [ ۱۷ ] | [ ۱۸ ] | [ ۱۹ ]  | [ ۱۷ ]  | [ ۲۰ ] |       | [ ۱۳ ] [ ۱۴ ] |

## حریم خصوصی
برای استفاده از تردز، کاربران باید حساب اینستاگرام خود را به این نرم‌افزار وصل کنند. اگر کاربران تصمیم به حذف کردن حساب تردز خود داشته‌باشند، باید حساب اینستاگرام مرتبط خود را حذف کنند. آدام موسری، مدیرعامل اینستاگرام، این محدودیت را پذیرفته و علنا اعلام کرده‌است که سازندگان این نرم‌افزار به‌طور فعال درحال بررسی گزینه‌هایی هستند که به کاربران اجازه دهند حساب‌های اینستاگرام خود را جداگانه حذف کنند. ذکر این نکته در تردز ضروری است که کاربران گزینه‌ای برای غیرفعال کردن مکانیسم‌های ردیابی و پروفایل متا ندارند.
اگر حساب کاربری تان را در تردز غیرفعال کنید همچنان می توانید از اینستاگرام استفاده کنید اما طبق قوانین متا هفته ای یکبار امکان غیرفعال کردن حساب کاربری خود را خواهید داشت.

## مسائل حقوقی
در روز آغاز به کار تردز، وکلای توییتر با اعلام شکایت علیه متا این سرویس را ناقص مالکیت فکری توییتر خوانند. متا در پاسخ به این نامه وکلای توییتر به مارک زاکربرگ، ادعای آنها را بی‌اساس خواند و اعلام کرد در تیم توسعه تردز عضوی از برنامه‌نویسان پیشین توییتر نبوده است.
دسترسی به تردز در کشورهای روسیه، چین و ایران توسط دولتشان محدود شده است.